# 切り取り & スケッチ
切り取り & スケッチ（きりとり アンド スケッチ、英語: Snip & Sketch）は、「Windows 10 October 2018 Update」に標準搭載された画面のスクリーンショットを撮るツール。以前のWindowsに搭載されていたSnipping Toolの後継にあたる。

## 特徴
Windowsキー と Shiftキー と Sキー を同時押しすることで、画面が暗くなりスクリーンショットを撮る領域を選択する画面に変わる。マウスのドラッグ操作で範囲を選択し、範囲を選択し終えるとスクリーンショットの画像がクリップボードにコピーされる。コピーされると同時に通知され、通知をクリックすることでさらに画像を編集することができる。スクリーンショットの撮影方法として、四角形の範囲選択可能なモードとフリーハンドで自由に範囲選択可能なモードと切り取るウィンドウを選択するモードと従来のプリントスクリーン同様全画面選択するモードが存在する。
画像の編集画面では、ペンや定規使い描画したり、さらにトリミングをしたりすることが可能。また、ファイルに保存したり他のストアアプリに共有したりすることもできる。
また、プリントスクリーンキーを押した場合上記のキーボードショートカット同様の挙動にするかどうかのオプションをWindowsの設定から変えることができる。
スクリーンショットを撮影し保存する場合、PNGファイルやJPEGファイル、GIFファイルとして保存することができる。ファイル名はデフォルトで現在の日時と時刻が与えられる。